# جيمس جيجو
جيمس جيجو (بالإنجليزية: James Jeggo)‏ (12 فبراير 1992 بفيينا في النمسا - ) هو لاعب كرة قدم أسترالي في مركز الوسط. لعب مع شتورم غراتس ونادي أديلايد يونايتد ونادي ملبورن فيكتوري وFFV NTC ‏.

## وصلات خارجية
- جيمس جيجو على موقع الاتحاد الدولي (مؤرشف)  (الإنجليزية)
- جيمس جيجو على موقع قاعدة بيانات كرة القدم.إي يو (الإنجليزية)
- جيمس جيجو على موقع ناشيونال فوتبول تيمز (الإنجليزية)
- جيمس جيجو على موقع Soccerway.com (الإنجليزية)
- جيمس جيجو على موقع عالم كرة القدم.نت (الإنجليزية)